# نیک آن باشد که انجامش نکوست

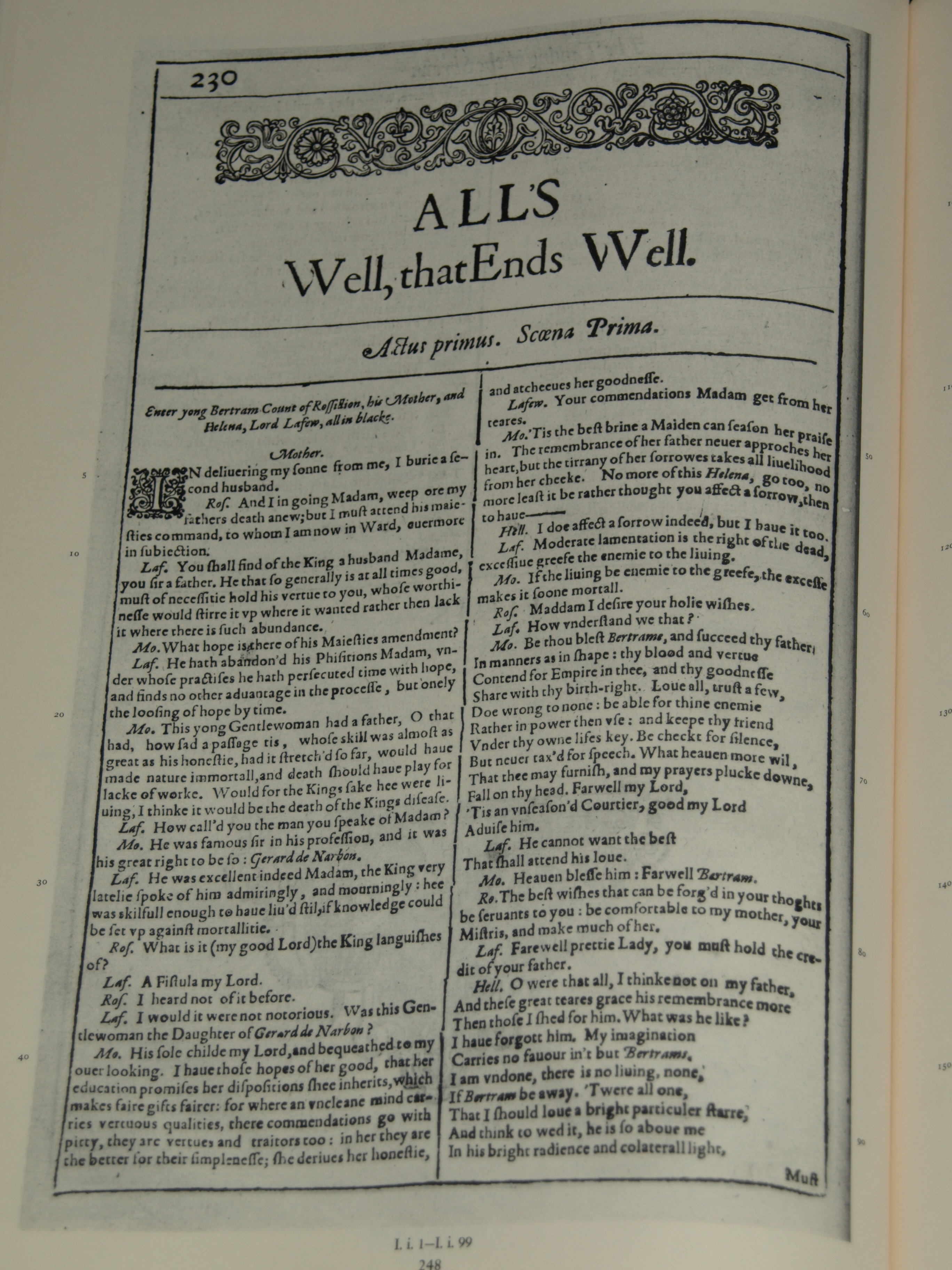
تصویری از صفحه نخست یک نسخه از نمایشنامه نیک آن باشد که انجامش نکوست (منتشرشده در سال ۱۶۲۳)

نیک آن باشد که انجامش نکوست یا خوش است آنچه هست پایانش خوش  یا هرچه عاقبتش خیر است، خوب است نمایشنامه‌ای کمدی اثر ویلیام شکسپیر است که در حدود سال‌های ۱۶۰۴-۱۶۰۰ نوشته شده‌است.

## ماخذ نمایشنامه
منبع داستان جلیتای اهل ناربون از دکامرون اثر بوکاچیو و همچنین قصر لذت اثر ویلیام پینتر (۱۵۶۶) است.

## شخصیت‌های نمایش
این نمایش در ۵ پرده تدوین شده و دارای ۱۶ شخصیت و تعدادی سیاهی لشکر است. شخصیت‌های اصلی عبارت اند از:
- برترام: کنت روسیون، جوانی اندک خام ولی با جذبه فراوان و آینده خوب.
- کنتس روسیون: مادر برترام.
- هلنا: مصیبت شیرین برترام، پرستار مادر او، باتقواترین بانوی نجیب زاده‌ای که تاکنون طبیعت افتخار خلقتش را داشته. دختر پزشکی مشهور.
- دیانا: معشوقه دلخواه و آرام جان برترام.
- پادشاه فرانسه.
- پاروله: لعنتی بدجنسی که از هر طرف باد بیاید بادش می‌دهد؛ مستخدم برترام، زنبور گنده دم قرمز.
- یک بیوه زن فلورانسی
- ویولنتا
- ماریانا
- دوک فلورانس
- لافو
- دو لرد فرانسوی
- پیشکار
- لاواش: یک دلقک
- یک قاصد
- افسران، سربازان و خدمتکاران.

## محل وقوع حوادث نمایشنامه
پاریس، قصری واقع در روسیون (فرانسه).

## خلاصه‌ای از نمایشنامه
برترام کنت جوان روسیون فرانسه به همراه پاروله خدمتکار بدجنس خود، قصر زادگاه خویش را ترک می‌کند تا به پاریس برود و در دربار شاه در مقام شوالیه خدمت کند. مادرش و پرستار او هلنای تا اندازه‌ای زیبا ولی باتجربه که دختر ژرار دوناترون یکی از پزشکان خوب ناحیه روسیون است، در قصر باقی‌مانده‌اند. هلنا درطی چند سال اقامتش در قصر کنت روسیون سخت دلداده برترام گشته است؛ اما از آنجا که فرق بین مقام بزرگ کنت و مقام حقیر خود را می‌داند، امیدی برای این عشق بی فرجام نمی‌بیند و راز دل خود را در سینه مخفی نگاه داشته‌است. پس از آنکه برترام کاخ را ترک می‌کند، دل شکستگی و اندوه هلنا بیش از پیش می‌گردد. در یکی از لحظات اوج دلتنگی درد روح خود را برای کنتس مادر برترام بازمی‌گوید. کنتس به هلنا امید می‌دهد و او را تشویق می‌کند که به دنبال برترام به پاریس برود. کنتس به هلنا می‌گوید که شنیده‌است یک جای حساس بدن شاه فرانسه زخم ناسوری دارد که تمام پزشکان آن را زخمی درمان ناپذیر اعلام کرده‌اند؛ ولی اگر هلنا بتواند (با کمک فکری پدرش) زخم ناسور شاه را شفا دهد، شاید شاه در ازای این خدمت فرمان دهد برترام با او ازدواج کند. اخگرهای امید عشق در چهره پوشیده از اشک هلنا ظاهر می‌شوند...